# Карлос Едуардо де Олівейра Алвес
Карлос Едуардо де Олівейра Алвес (порт. Carlos Eduardo de Oliveira Alves; нар. 17 жовтня 1989, Рібейран-Прету) — бразильський футболіст, півзахисник клубу «Аль-Ілаль».

## Ігрова кар'єра
Народився 17 жовтня 1989 року в місті Рібейран-Прету. Вихованець юнацьких команд футбольних клубів «Сан-Бенту» та «Деспортіво Бразіл». З останнього півзахисник здавався в оренду до ряду бразильських клубів.
31 травня 2009 він дебютував у бразильській Серії А за «Флуміненсе», вийшовши на заміну в середині другого тайму гостьового матчу проти «Наутіко Ресіфі» . 6 серпня того ж року Карлос Едуардо забив свій перший гол в Серії А, довівши рахунок до розгромного в домашньому поєдинку з командою «Спорт Ресіфі». З клубом з Ріо-де-Жанейро він дійшов до фіналу Південноамериканського кубка 2009 року, в якому «Флуміненсе» поступився еквадорському «ЛДУ Кіто».
З початку 2011 року бразилець на правах оренди став виступати за клуб другої португальської ліги «Ешторіл Прая», з яким в 2012 році виграв лігу і підписав повноцінний контракт. 
Влітку 2013 року Карлос Едуардо перейшов у «Порту», а через рік на правах оренди вирушив у французьку «Ніццу». 26 жовтня 2014 року в гостьовому матчі французької Ліги 1 проти «Генгама» він зробив пента-трик.
Влітку 2015 року Карлос Едуардо перейшов у саудівський «Аль-Гіляль», з яким виграв низку національних трофеїв, а 2019 року виграв з командою Лігу чемпіонів АФК та поїхав на Клубний чемпіонат світу в Катарі. Станом на 14 грудня 2019 року відіграв за клуб 83 матчі в національному чемпіонаті.

## Досягнення
- Чемпіон Саудівської Аравії (3):

«Аль-Гіляль»: 2016-17, 2017-18, 2019-20
- Володар Королівського кубка Саудівської Аравії (1):

«Аль-Гіляль»: 2016-17
- Володар Кубка наслідного принца Саудівської Аравії (1):

«Аль-Гіляль»: 2015-16
- Володар Суперкубка Саудівської Аравії (2):

«Аль-Гіляль»: 2015, 2018
- Переможець Ліги чемпіонів АФК (1):

«Аль-Гіляль»: 2019
- Володар Кубка Президента ОАЕ (1):

«Шабаб Аль-Аглі»: 2020-21
- Володар Кубка Ліги ОАЕ (1):

«Шабаб Аль-Аглі»: 2020-21
- Володар Суперкубка ОАЕ (1):

«Шабаб Аль-Аглі»: 2020
- Чемпіон Бразилії (1):

«Ботафогу»: 2024
- Володар Кубка Лібертадорес (1):

«Ботафогу»: 2024